# Droners
Droners ist eine französische Zeichentrickserie, die von 2020 bis 2021 von Cyber Group Studios und La Chouette Compagnie produziert wurde. Die Erstausstrahlung in Deutschland erfolgte am 2. September 2021 auf KiKA.

## Hauptcharaktere
Corto Heilani
Corto ist eine junge Pilotin, ist 13 Jahre alt und ist die Anführerin von Team Tiki. Sie ist hartnäckig und selbstbewusst und eine talentierte Pilotin, die alles tun würde, um ihre Heimat Nuii zu retten. Sie ist in Sun verliebt.
Enki
Enki ist der 13-jährige Ingenieur der Tikis. Er wuchs zumindest teilweise im Dschungel auf. Er ist in Flora verliebt. Zudem sorgt er dafür, dass alles beim Rennen gut läuft und repariert die Drohne Maroro, wenn diese runterfällt und/oder defekt ist.
Mouse Anemone Jacintha Ruto
Mouse ist mit 10 Jahren zugleich die jüngste im Team. Sie ist die Mechanikerin der Tikis. Sie ist außerdem eine Küstenwäscherin und Teil des Ruto-Clans.
Oro, der G.E.N.I.E.
Oro ist der G.E.N.I.E. für die Tikis. Er treibt die Drohne Maroro an. In Geisterjahren ist er 25. Er ist der einzige G.E.N.I.E. dessen Wasser ihm im Gegensatz zu allen anderen einen Energieüberschuss bringen kann, für den Wasser gefährlich ist.

## Andere Charaktere
Big Moe
Ist Mouses Vater und Anführer des Ruto-Clans.

## Andere Teams
WhaleCorp
Wyatt Whale ist Eigentümer und Gründer von WhaleCorp, einem Technologieunternehmen, das Drohnen herstellt und G.E.N.I.E.s zu deren Antrieb einsetzt. Zudem finanziert dieser den Drohnen-Rennwettbewerb und verspricht dem Siegerteam einen Praktikumsplatz. Neptun ist das G.E.N.I.E. von Wyatt Whale.
Team Pirate
Shark ist der Pilot (und gelegentlich auch Ingenieur) der Pirates. Alle drei Mitglieder der Pirates sind Küstenwäscher. Max ist der Ingenieur (und gelegentlicher Pilot), Ed der Mechaniker der Pirates. Patch ist das G.E.N.I.E. der Pirates. Deren Drone heißt Drohnenklaue.
Team Starfish
Deejay ist der Pilot des Starfish und ist 17 Jahre alt. Debbie ist die Mechanikerin/Ingenieurin des Starfish und ist 14. Shiny ist das G.E.N.I.E. der Starfishs. Deren Drohne heißt Aquablaster.
Team Mirage
Hannah ist die Pilotin der Mirages. Deren Drohne ist Teil von Teach Tech und heißt Fatamorgana. Adam ist der Mechaniker/Ingenieur der Mirages. Sie arbeiten direkt für Gavinda Teach, die sie gebeten hat, ihr dabei zu helfen, die Geheimnisse von G.E.N.I.E.s aufzudecken, damit sie WhaleCorp vernichten kann.
Die Tao-Twins
Sun ist der Pilot der Tao-Twins. Er ist blind und in Corto verliebt. Monk ist der Mechaniker/Ingenieur der Tao-Twins. Lotus ist das G.E.N.I.E. der Tao-Twins. Deren Drohne heißt Wushu.
Team Bee
Flora (Leslie Lipkins) ist die Pilotin der Bees. Sie ist in Enki verliebt. Buzz ist der Mechaniker der Bees. Jelly ist das G.E.N.I.E. der Bees. Fuzz ist der G.E.N.I.E. der Bees. Deren Drohne heißt Bumblebee.
Team Siren
Mina (Leslie Lipkins) ist die Pilotin der Sirens. Sie ist 13 Jahre alt. Victoria ist die Ingenieurin der Sirens und 14. Laurel ist der Mechaniker der Sirens und 12. Nemo ist der G.E.N.I.E. der Sirens. Deren Drohne heißt Nautilus.
Die Cold Kings
Manta ist der Pilot der Cold Kings und ist 15. Deren Drohne ist Teil von Teach Tech und heißt Sub-Zero. Shino ist der Ingenieur/Mechaniker der Cold Kings und ist 14. Sie vertreten die Polaris Academy beim Drohnen-Rennwettbewerb. Gavinda Teach ist Inhaberin und Gründerin von Teach Tech, einem Technologieunternehmen, das Drohnen entwickelt, die mit Nukleum angetrieben werden, einem Element, welches für die Umwelt hochgiftig ist.

## Produktion und Ausstrahlung
Die erste Staffel der Serie wurde von Cyber Group Studios und La Chouette Compagnie produziert. Das Drehbuch schrieb Sylvain Dos Santos und die Musik komponierte Fabien Nataf. In Frankreich wurde die Serie erstmals am 19. Oktober 2020 auf TF1 im Block TFOU sowie auf dem Disney Channel ausgestrahlt. Die deutsche Fassung wurde erstmals ab dem 2. September 2021 auf KiKA gezeigt, die erste Staffel wurde am 7. Oktober 2021 abgeschlossen. Die Erstausstrahlung der 2. Staffel in Frankreich erfolgte am 6. März 2023 auf TFOU auf TF1, die Deutsche Version startete am 9. November 2023, diese wurde am 21. Juni 2024 abgeschlossen. Seit dem 22. April 2024 läuft die Serie im russischen auf STS Kids. In Zentraleuropa wird die Serie auf Disney Channel gezeigt.

## Synchronisation
| Darsteller               | Sprecher             | Rolle                   | Staffel | Episode              |  |
| ------------------------ | -------------------- | ----------------------- | ------- | -------------------- |  |
| Anaïs Delva              | Luisa Wietzorek      | Corto                   |         |                      |  |
| Gabriel Bismuth-Bienaimé | Nicolas Rathod       | Enki                    |         |                      |  |
|                          | Tim Moeseritz        | Big Moe                 |         |                      |  |
|                          | Laura Oettel         | Debbie                  |         |                      |  |
|                          | Fabian Heinrich      | Dee Jay                 |         |                      |  |
|                          | Finn Posthumus       | Ed                      |         |                      |  |
|                          | Andrea Cleven        | Flora                   |         |                      |  |
|                          | Sophie Lechtenbrink  | Hannah                  |         |                      |  |
|                          | David Kunze          | Manta                   |         |                      |  |
|                          | Jennifer Bischof     | Max                     |         |                      |  |
|                          | Marie-Isabel Walke   | Mina                    |         |                      |  |
|                          | Sarah Tkotsch        | Mouse                   |         |                      |  |
|                          | Dirk Bublies         | Neptune                 |         |                      |  |
|                          | Fabian Kluckert      | Oro                     |         |                      |  |
|                          | Rico Kranz           | Patch                   |         |                      |  |
|                          | Ricardo Richter      | Pavel                   |         |                      |  |
|                          | Peggy Pollow         | Scylla                  |         |                      |  |
|                          | Carlos Fanselow      | Shark                   |         |                      |  |
|                          | Bastian Sierich      | Sun                     |         |                      |  |
|                          | Julius Ole Ernst     | Ifa                     | 2       |                      |  |
|                          | Sabrina Schwarz      | Lemanja                 | 2       |                      |  |
|                          | Katja Schmitz        | Scarlett                | ab 2    |                      |  |
|                          | Gerald Schaale       | Wyatt Whale (1. Stimme) | 1       |                      |  |
|                          | Hanns Jörg Krumpholz | Wyatt Whale (2. Stimme) | 2       |                      |  |
|                          | Daniel Johannes      | Chief Otaqua            | 2       | 4–7, 17, 19, 20 & 25 |  |
|                          | Markus Manig         | Shore Scrubber          | 2       | 1–2, 6, 8            |  |